# География Армении
Армения — страна в Закавказье (Южный Кавказ). Расположена на северо-востоке Армянского нагорья, ещё именуемого исторической Арменией, между Чёрным и Каспийскими морями, с севера и востока обрамлена хребтами Малого Кавказа.
Географически страна расположена на стыке Восточной Европы и Западной Азии, часто классифицируется как трансконтинентальное государство.
Занимает большу́ю часть междуречья Куры и Аракса, не имеет выхода к морю. 

Армения граничит на севере с Грузией, на востоке с Азербайджаном, на юге с Ираном, на юго-западе с Нахичеванской Автономной Республикой (в составе Азербайджана), на западе — с Турцией. Имела транспортную связь с непризнанной Нагорно-Карабахской Республикой, осуществляемую с 10 ноября 2020 года через Лачинский коридор, находившейся под контролем российских миротворческих сил. Общая протяжённость границ составляет 1570 км. Наибольшая протяжённость с северо-запада на юго-восток — 360 км, а с запада на восток — 200 км. Расстояние по прямой от Каспийского моря составляет 200 км, от Чёрного моря — 160 км, от Персидского залива — 960 км.
Побывавший в 1602 году с австрийским посольством Георг Тектандер говоря об Армении отмечает:
Что касается сей страны, Армении, то она весьма гориста; особенно со стороны Каспийского моря, она вся состоит из высоких, голых, каменных гор. Впрочем, она изобилует хлопчатой бумагой, шелком и разного рода плодами. Климат в ней немного свежее, нежели в Персии, и в ней встречаются чрезвычайно высокие горы, на которых снег лежит круглый год.

## Геология и тектоника

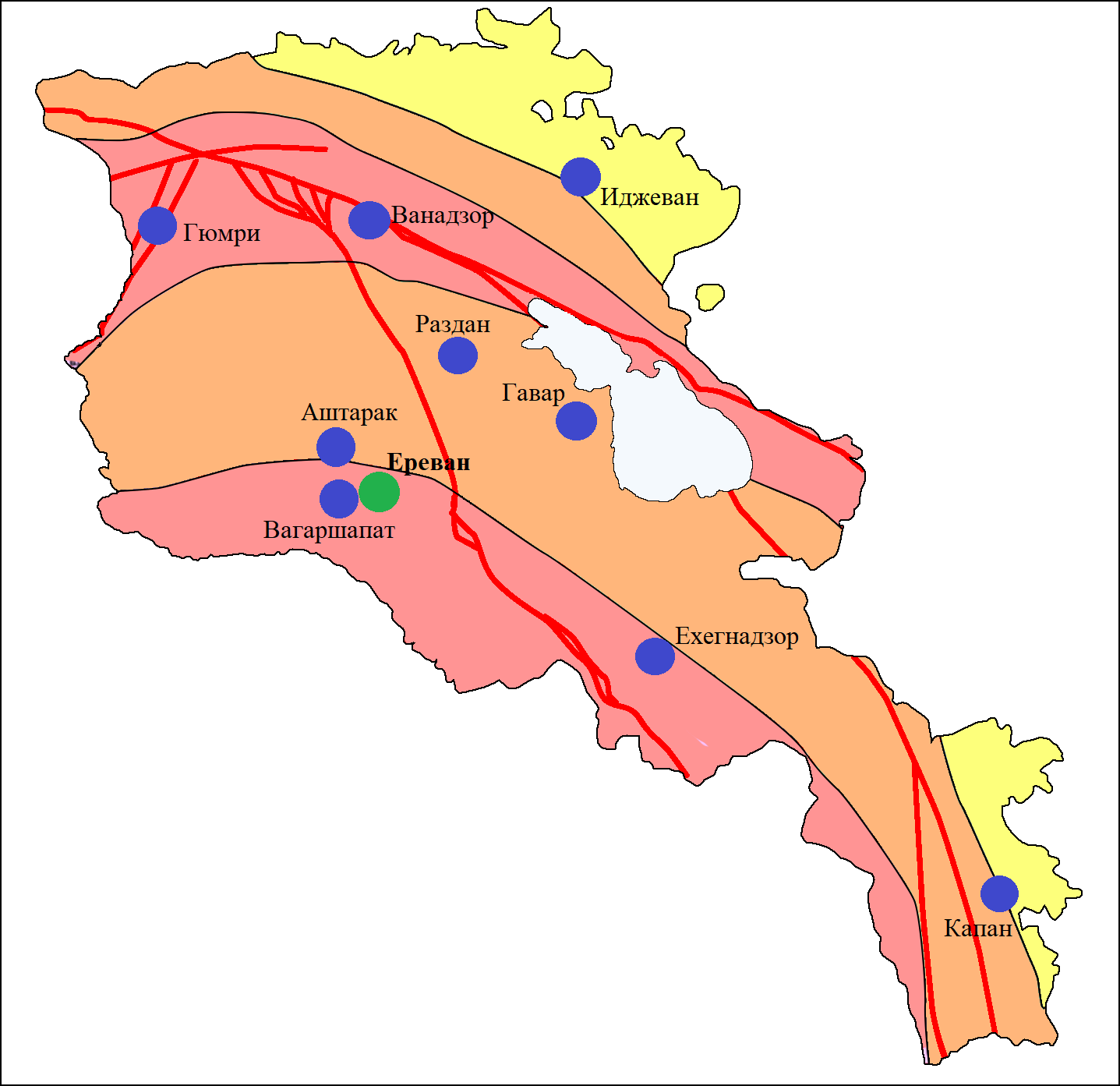
Зонирование территории Армении по сейсмической активности, крупнейшие разломы

Территория Армении принадлежит зоне молодой альпийской складчатости, следствием чего являются продолжающиеся горообразовательные процессы — причина разрушительных землетрясений. Согласно исследованиям Армянской Ассоциации Сейсмологии и Физики Земли, 94 % всех катастроф на территории Армении были связаны с сильными землетрясениями. В частности, исторические столицы Армении были разрушены землетрясениями. По историческим данным, охватывающим период почти 2000 лет, максимальная сила землетрясения на территории Армении составила 10 баллов по 12-бальной шкале.
Землетрясения связаны с проходящими на территории Армении разломами. Наиболее сильные землетрясения возможны на пересечениях разломов. Крупнейшими активными разломами являются:
- Гарнийский разлом.
- Памбак-Севанский разлом.
- Ахурянский разлом.
- Желтореченск-Саригамишский разлом.

Очаги землетрясений находятся на небольших глубинах (до 35 км), в земной коре, очаги интенсивных землетрясений возникают на глубинах 10-15 км Форшоковая и афтершоковая активность землетрясений (малые колебания до и после основного землетрясения соответственно) относительно невелика. Восьмибалльная сейсмическая зона включает 70 % территории страны, семибалльная — 30 %.
Последним разрушительным землетрясением стало произошедшее в декабре 1988 года Спитакское землетрясение, вызвавшее огромные разрушения на севере страны: множество населённых пунктов, в том числе Гюмри — второй по величине город республики, было стёрто с лица земли; погибло более 25 000 человек.

## Рельеф

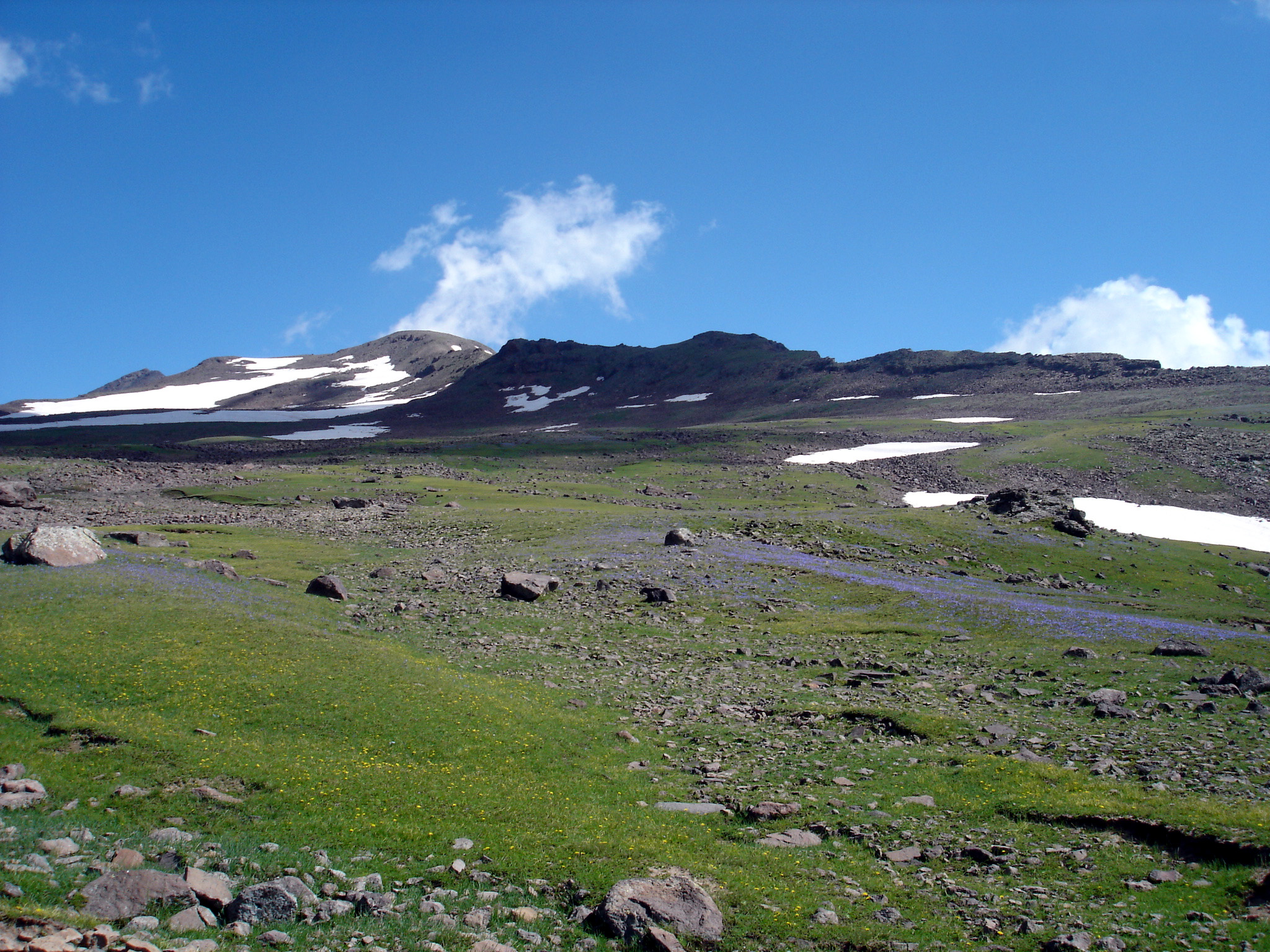
Гора Арагац — высочайшая точка Армении
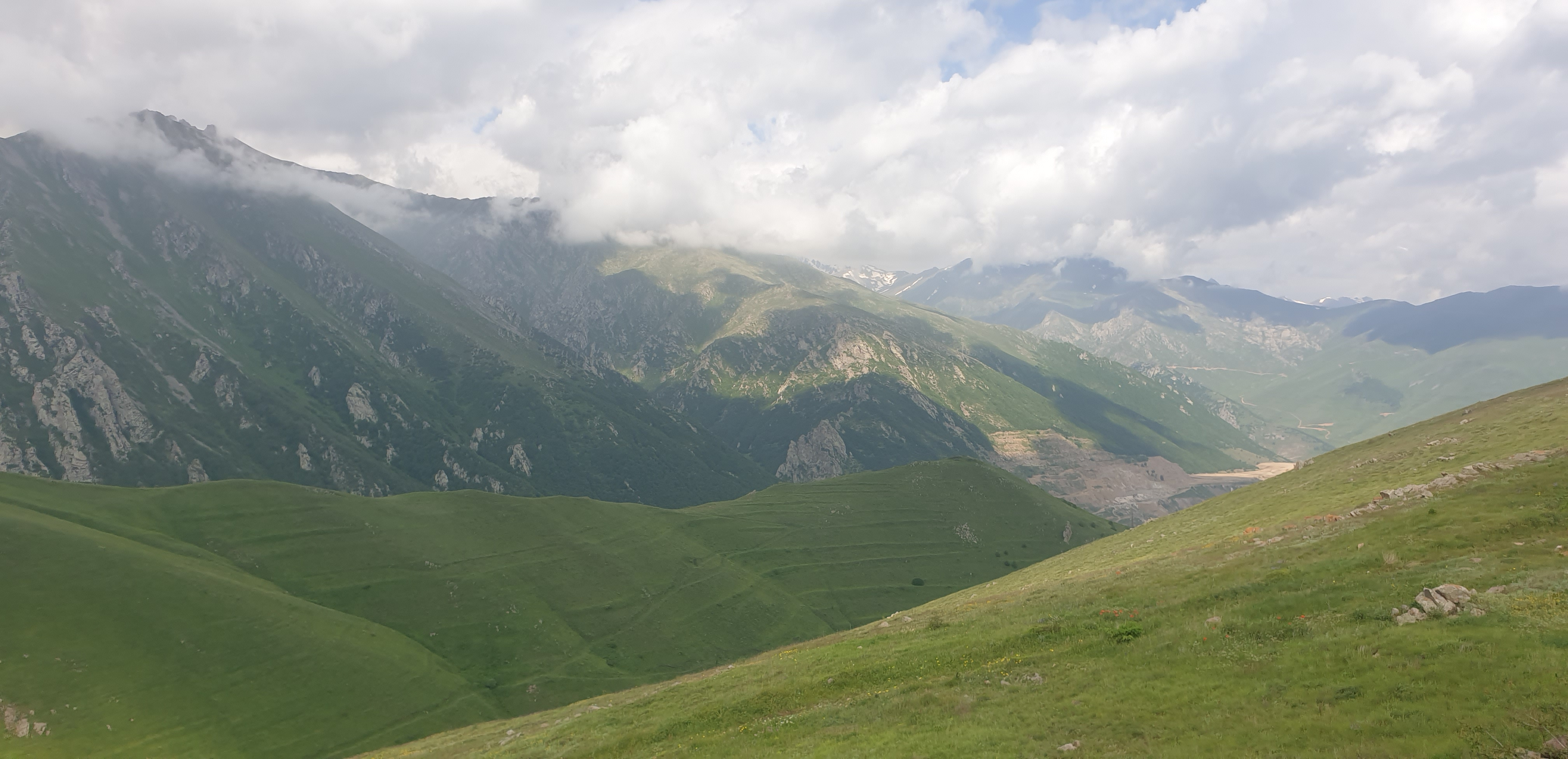
Горы Сюникской области

Армения является самой высокогорной страной Закавказья. Свыше 90 % её территории, составляющей примерно 29 800 км², находится на высоте более 1000 м, около половины — на высоте более 2000 метров, и лишь только 3 % территорий лежат ниже отметки 650 м. Самые низкие точки рельефа находятся в долинах рек Аракс (на юге страны) и Дебед (на северо-востоке), их высота над уровнем моря равна 380 и 430 м соответственно. Армения входит в десятку государств с наиболее высокой низшей точкой страны. Наивысшая точка, гора Арагац, возвышается на 4090 м над уровнем моря.
Армения находится на северо-востоке Армянского нагорья, которое располагается к юго-западу от горных цепей Кавказа. Оно простирается от Джавахетского нагорья на северо-западе до Карабахского нагорья на юго-востоке. Здесь расчленённость и уклоны рельефа сравнительно малы, основными формами рельефа являются лавовые плато, эрозионные долины, вулканические хребты (Гегамский, Варденисский) и массивы. Крупнейший из последних — Арагац, является высочайшей точкой Армении. Окаймляющие страну горные цепи Малого Кавказа охватывают север Армении, тянутся на юго-восток, от побережий озера Севан, вдоль восточных границ страны вплоть до Ирана.   Юг страны — область складчато-глыбовых гор и глубоких речных долин. Характерными чертами рельефа этой местности являются большая высота хребтов (Зангезурский хребет — самый высокий на Малом Кавказе), глубокое и густое расчленение рельефа, ярко выраженная высотная поясность и скудная растительность.

### Равнины
К югу от вулканического массива расположена северная часть Среднеараксинской межгорной впадины — Араратская котловина, тянущаяся на восток от устья реки Ахурян вдоль реки Аракс. На территории Армении расположена левобережная часть котловины. Она начинается от южных оконечностей вулканических плато на высоте 1000—1400 м, под небольшим уклоном опускается к Араксу, образуя на высоте 800—900 м широкую Араратскую равнину.

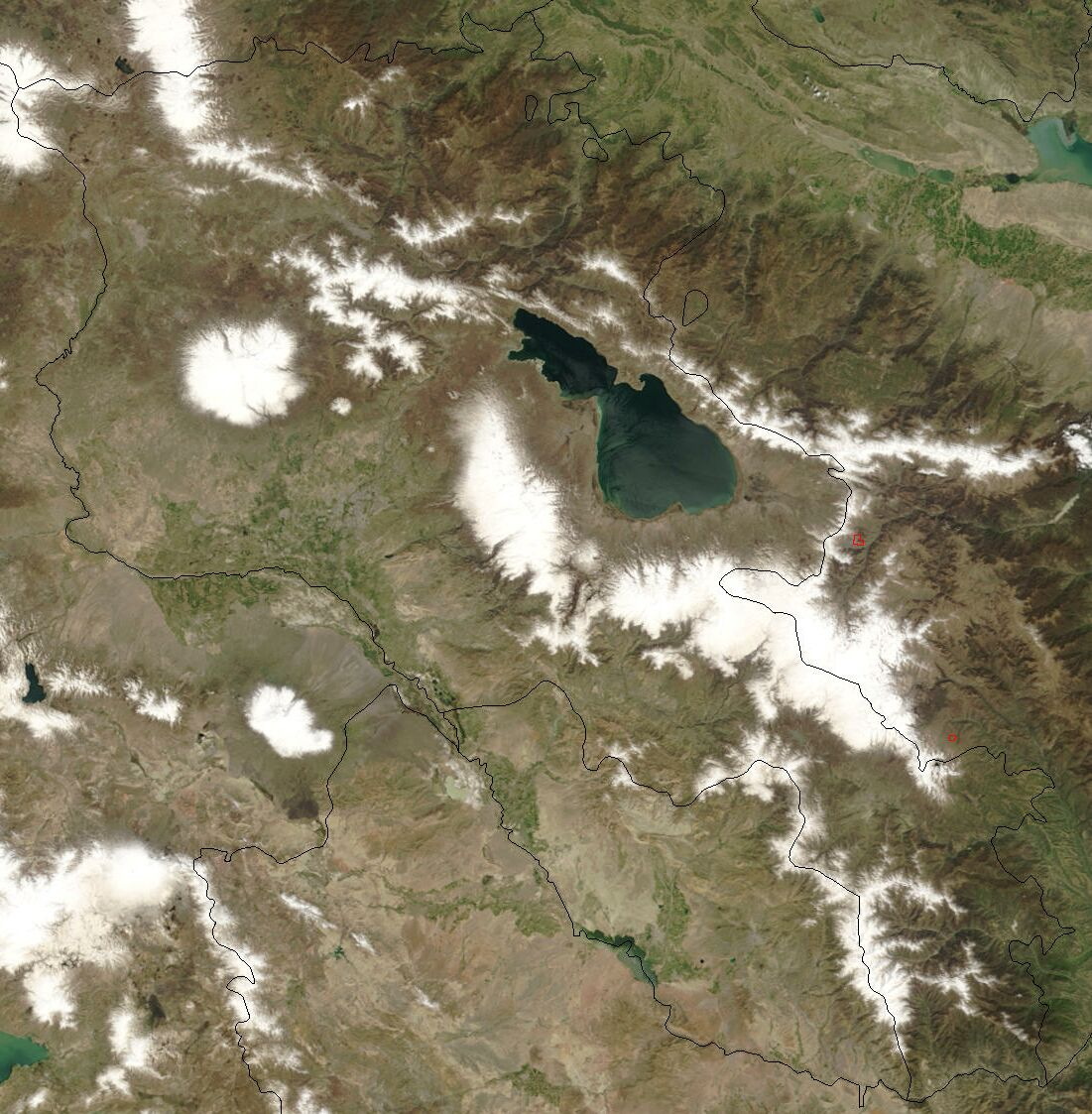

## Полезные ископаемые
На территории Армении известны 565 месторождений 60 видов полезных ископаемых: имеются залежи всех видов используемых металлов — чёрные (Fe, Mn, Cr), редкие (Ti, Ni, W, Mo, Re), рассеянные (Bi, Hg), цветные (Cu, Pb, Al, Zn, Mg), драгоценные (Au, Ag, Pt), а также неметаллические полезные ископаемые.
На территории Армении имеются три металлогенных пояса, характеризующиеся различными полезными ископаемыми: Алаверди-Кафанский, Памбак-Зангезурский и Севано-Амасийский. В Армении расположено два крупнейших по запасам медно-молибденовых руд месторождения — это Каджаранское и Техутское месторождения. По запасам молибдена Армения занимает одно из первых мест в мире. Также в Армении имеются значительные месторождения золота и содержащего драгоценные металлы угля.
Среди неметаллических полезных ископаемых наиболее значимы природные камни: туфы, базальты, пемза, мрамор, ониксы и др.

## Климат
Климат Армении очень разнообразен. Здесь наблюдается сразу 6 климатических зон (районов). Это объясняется особенностями географического положения и большими перепадами высот.
Температура в Армении зависит главным образом от высоты над уровнем моря. Горы блокируют климатическое влияние Средиземного и Чёрного моря, создавая широкие сезонные колебания температуры. На Армянском нагорье средняя зимняя температура составляет около 0 °C и средняя летняя температура превышает 25 °C. Средняя величина атмосферных осадков от 250 миллиметров в год в наиболее низких местах над уровнем моря в Армении, то есть в долине реки Аракс, до 800 миллиметров в год на наиболее высоких точках Армении. Несмотря на резкие зимы, изобилие вулканической почвы сделало Армению одним из самых ранних мест появления сельскохозяйственной деятельности.
Несмотря на то, что Армения расположена на широте субтропической зоны, субтропический климат наблюдается в самой южной части Армении (в городе Мегри). Там произрастают растения, характерные для субтропического климата (лимоны, апельсины, маслины, корольки, инжиры и другие растения). В остальных районах климат высокогорного характера, континентальный — лето жаркое, а зима холодная. На равнинах средняя температура января −5 °C, июля +25 °C; в горах −6 °C и +20 °C соответственно. Минимальное количество осадков в Араратской долине — 200—250 мм в год, в среднегорье — 500 мм, а в высокогорье — 700—900 мм. Сравнительно большое количество осадков наблюдается в Лорийской области, которая покрыта по большей мере лесом.

## Водные ресурсы

Водные ресурсы Армении

Территория Армении относится к бассейнам Куры и Аракса. Аракс — крупнейшая река страны, к бассейну которой относится 76 % её площади — образует государственную границу с Ираном и большую часть границы с Турцией. Крупнейшими его притоками являются приграничный Ахурян, вытекающий из Севана Раздан, а также реки Севджур с Касахом, Азат, Арпа, Воротан, Вохчи. Северо-восточная часть страны в основном принадлежит бассейнам притоков Куры, крупнейшими из которых являются реки Дебед и Агстев. Пересекая горные цепи, долины этих двух рек формируют главные маршруты, связывающие центр страны с севером.
Из общей доли выпадающих осадков (15 000-18 000 млн м³) ²/3 испаряется, и лишь 1/3 образует наземный или подземный сток. Сток в разных областях страны неравномерен: благодаря пористости вулканических пород в областях с вулканическим рельефом преобладает подземный сток, в то время как в складчатых областях преобладает поверхностный.

### Реки
В Армении около 9480 малых и больших рек, из которых 379 имеют протяженность 10 км и более. Общая длина речной сети 23 000 км. Неравномерность распределения водных ресурсов выражается и в плотности речной сети, значение которой колеблется от 0 до 2,5 км/км² (в среднем — 0,8 км/км²).
Реки бурные, порожистые, особенно в среднем течении, несудоходные, как правило, текут по узким ущельям глубиной до 300—400 м. В большинстве своем имеют смешанное (снегово-дождевое-грунтовое) питание и неравномерный режим: весной наступает половодье; летом, когда для хозяйственных целей требуется наибольшее количество воды, её расход сильно уменьшается. Наиболее зарегулирован сток рек Севджур, Ахурян и Раздан, имеющих родниковое и озёрное питание.

### Озёра
Озеро Севан, имеющее в широчайшей точке ширину 32 км и длину 74 км, является крупнейшим источником пресной воды не только в Армении, но и во всем Закавказье. Оно расположено в межгорной котловине на высоте 1900 м над уровнем моря. Кроме Севана в Армении находятся около 100 мелких озёр общей ёмкостью 300 млн м³. Питание большинства озёр снегодождевое, исключение составляет равнинное озеро Айгрлич, питающееся за счёт подземных вод.

### Водохранилища
На реках построены 75 водохранилищ общей ёмкостью 986.0 млн м³, в процессе строительства находятся 10 водохранилищ общей ёмкостью 396.0 млн м³ (по состоянию на 2002 год). Крупнейшими из водохранилищ являются Арпиличское, Ахурянское (на Ахуряне), Апаранское (на Касахе), Зовашенское (на р. Азат), Шамбское, Толорское, Спандарянское (на Воротане), Манташское, Карнутское. Все водохранилища используются для орошения, и только Манташское — для питьевого и хозяйственного водоснабжения. Крупнейшее из водохранилищ, Ахурянское, расположено на границе с Турцией, из-за политических разногласий совместная его эксплуатация затруднена.

### Подземные воды
Подземные воды проявляют себя в виде родников, топей и подземных потоков. В год образуется около 3 млрд м³ подземных вод. Их уровень колеблется в течение одного года в пределах одного метра. В Араратской долине под давлением артезианских вод образуются топи и болота площадью 1500 км². Топи были высушены в 1953—1955 гг.
Подземные воды используются для орошения и водоснабжения. Из общей доли питьевой воды 96 % имеет подземное происхождение. При этом, качество воды очень высокое: воду из большинства источников можно пить без дополнительной обработки, доля источников с повышенной концентрацией загрязняющих веществ составляет 25 %.

### Использование водных ресурсов
Водные ресурсы используются для орошения, в промышленности и коммунально-бытовом хозяйстве, а также для получения электроэнергии. Водозабор осуществляется как из надземных, так и из подземных источников, доля последних составляет около 27 %. Больше всего воды расходуется на орошение (около 85 %), доля бытового и промышленного потребления составляет 8 % и 7 % соответственно.
Гидроэнергетические ресурсы страны оцениваются в 1 700 000 кВт, из которых в настоящее время используются 40 %. Бо́льшая часть ГЭС объединена в два каскада: Севано-Разданский и Воротанский. В целях орошения построена система каналов, среди которых — каналы Севан-Разданского каскада. Крупнейшими каналами Армении являются: Арзни-Шамирамский, Арташатский, Нижнеразданский, Котайкский, Октемберянский, Ширакский, Эчмиадзинский. Последний канал интересен тем, что построен ещё в VIII веке до н. э. в эпоху Урарту. Для переброски речных стоков в озеро Севан построены два тоннеля: из Воротана в Арпу и из Арпы в Севан.
Запланировано строительство Мегринской ГЭС на реке Аракс.

## Почвы

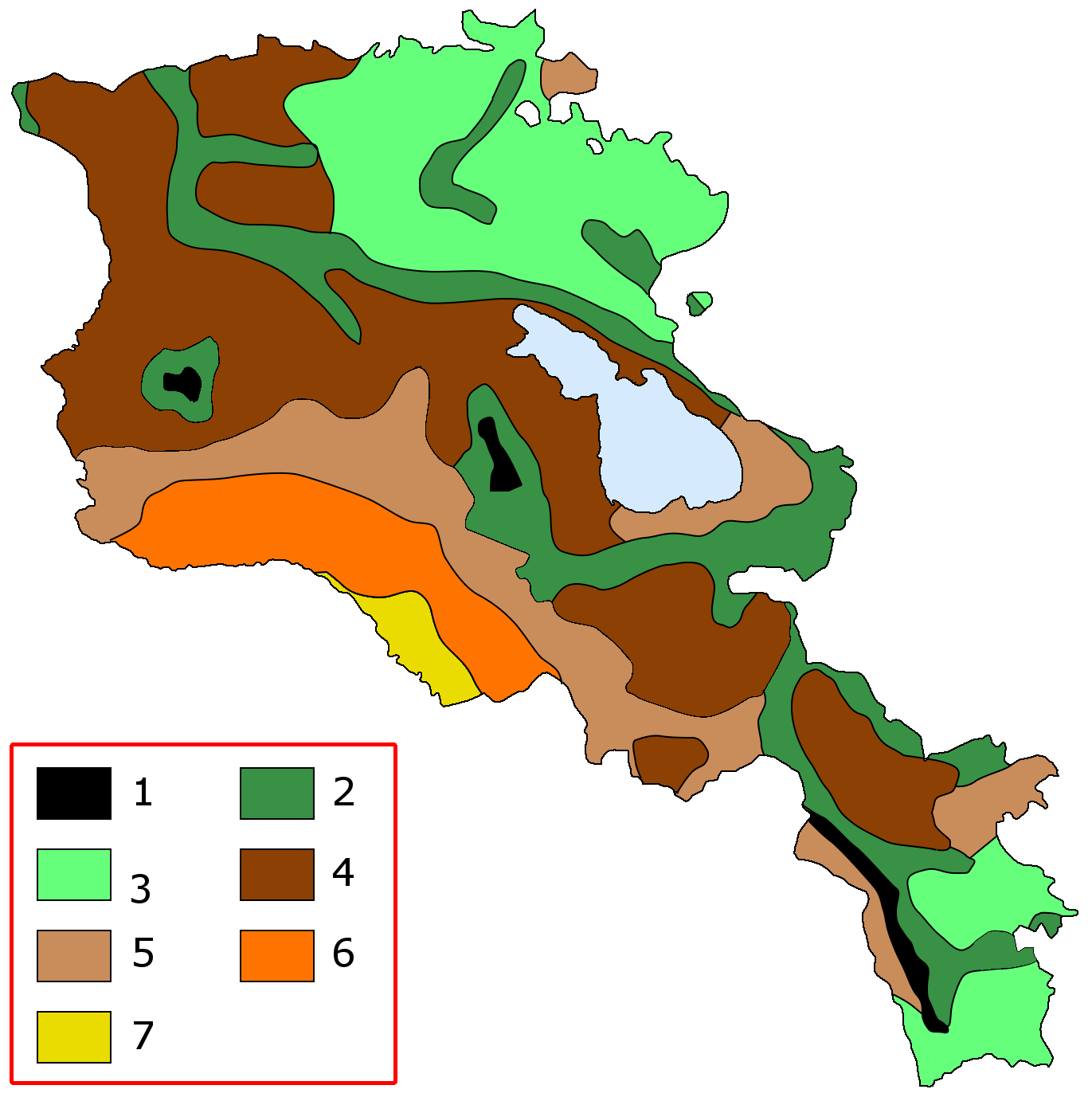
Почвы Армении. 1. Высокогорные примитивные почвы. 2. Горно-луговые почвы. 3. Горно-лесные почвы. 4. Степные почвы. 5. Каштановые почвы. 6. Бурые почвы. 7. Серозём.

Почвенный покров Армении отличается разнообразием, в то же время большинство почв неплодородны и сложны для хозяйственного освоения. По характеру почв территорию Армении можно разделить на следующие пояса:
- Полупустынные почвы расположены в основном в Араратской долине на высотах 850—1250 м над уровнем моря, занимают площадь 236 тыс. га. Характеризуются главным образом малым содержанием гумуса (до 2 %, для солончаково-щелочных почв 2,6 %). Разновидностями полупустынных почв являются полупустынные бурые (занимают 152 тыс. га, распространены на низменных пространствах Араратского предгорья), орошаемые бурые луговые почвы (53 тыс. га на Араратской равнине на высотах 800—950 м), палеогидроморфные (около 2 тыс. га в местности, примыкающей к Еревану), гидроморфные солончаково-щелочные почвы (53 тыс. га на Араратской равнине).
- Степные почвы занимают площадь 797 тыс. га на высотах 1300—2450 м. Представлены чернозёмными (718 тыс. га в Араратской котловине, Шираке, Лори, Севанском бассейне и на и относительно пологих склонах Сюника), луго-чернозёмными (13 тыс. га в Лори, Шираке и бассейне Севана), пойменными (48 тыс. га в долинах рек и на участках, освободившихся в результате падения уровня Севана) грунтами и почвогрунтами (18 тыс. га на освободившемся от воды побережье Севана). Чернозёмы и луго-чернозёмы характеризуются относительно высоким содержанием гумуса (3,5—12 % и 10—13 % соответственно). Содержание гумуса в пойменных почвах и почвогрунтах низкое или очень низкое (2—4 % и 0,3—0,5 % соответственно).
- Сухие степные почвы представлены каштановыми почвами. Находятся на сухих предгорьях Араратской долины, Вайоц-Дзора, Сюника на высотах 1250—1950 м; занимают площадь в 242 тыс. га. Характеризуются средним содержанием гумуса (2-4 %), каменистостью, неблагоприятными водно-физическими свойствами.
- Лесные почвы занимают площадь 712 тыс. га на высотах 500—2400 м, характеризуются значительным содержанием гумуса (4-11 %). Представлены лесными бурыми (133 тыс. га на склонах высотой 1800—2250 м), коричневыми (564 тыс. га на хребтах высотой 500—1700 м, а на солнечных склонах до высоты 2400 м, в Гугарке, Памбаке, Сюнике) и дернокарбонатными (15 тыс. га на склонах Гугарка, Ахума, Баргушата) почвами.
- Горно-луговые почвы занимают площадь 629 тыс. га на высотах 2200-4000 м. Распространены в горах практически по всей Армении (за исключением Ширака). Подразделяются на собственно горно луговые почвы (346 тыс. га на высотах 2200—2600 м) и лугово-степные (283 тыс. га на высотах 1800—2600 м). Характеризуются высокой гумусностью (13-20 % и 8-13 % для горно-луговый и лугово-степных соответственно).

## Растительный и животный мир

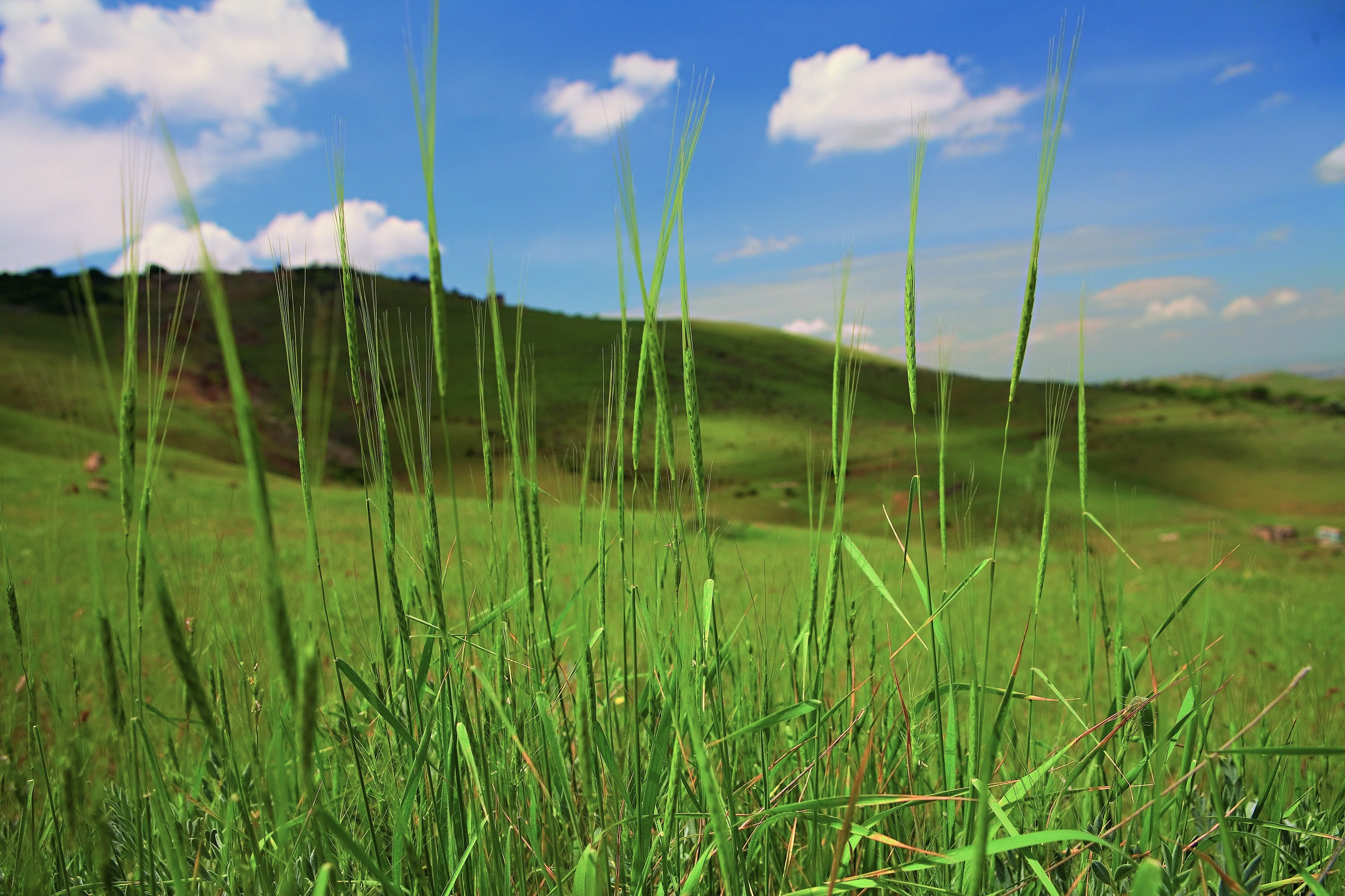
Дикая пшеница Эребунийского заповедника — Пшеница араратская (Triticum araraticum)

Благодаря наличию сложного рельефа, многочисленных горных хребтов, плоскогорий и котловин и пестроте природно климатических условий растительный и животный мир на территории Армении отличается высоким разнообразием.
Выделяют следующие биомы:
- Полупустынный пояс
- Степной пояс
- Лесной пояс
- Субальпийский пояс
- Альпийский пояс

### Флора
На территории Армении обнаружено 143 вида водорослей, 4200 видов грибов, 290 видов лишайников (из которых 190 видов встречаются в бассейне озера Севан), 430 видов мохообразных, 2 вида плауновидных, 6 видов хвощевидных, 38 видов папоротниковидных, 9 видов голосеменных и 3015 видов покрытосеменных растений.
Среди грибов встречаются представители микроскопических пероноспоровых (125 видов), почвенных микромицет (541 вид, в том числе 25 видов хищных грибов, в основном представители рода артроботис), водных грибов (200 видов), макроскопических грибов (1182 видов). Среди последних встречаются 284 вида съедобных грибов, в основном, представители порядка агариковых, и 59 видов ядовитых грибов, среди которых — бледные поганки, мухоморы, ложные опята и др.
Во флоре Армении насчитывается около 120 эндемических видов, что составляет 3 % видового разнообразия. Среди эндемиков — колокольчик Массальского, произрастающий только на склонах горы Артени и в одном очаге в Турции, кузиния крупночешуйчатая — на склонах Зангезура и в Северном Иране.

### Фауна
На территории Армении насчитывается 155 видов моллюсков (141 брюхоногих и 14 двустворчатых), около 16 845 видов членистоногих (2000 видов паукообразных, 14 845 насекомых). Среди беспозвоночных около 316 эндемиков и более 100 исчезающих видов.
Велико также разнообразие позвоночных. Среди рыб встречается 5 видов лососёвых, 22 вида карповых, 1 вид сомовых и 2 вида карозубообразных. Среди рыб Армении наибольшую известность получила севанская форель (ишхан), кроме неё эндемиками являются армянская плотва, армянская сельдь, севанский кохак, севанский усач, армянская густера.
Класс амфибий представлен 8 видами. Среди них наиболее распространены озёрная лягушка и зелёная жаба, встречаются также закавказская лягушка (в горно-степном поясе), древесная лягушка Шелковникова (в северном лесном поясе), малоазиатская древесная лягушка (на юге страны), чесночница сирийская, малоазиатский тритон (на севере страны).
Особенно велико разнообразие пресмыкающихся: из 156 видов, встречающихся в бывшем СССР, 53 вида представлены в Армении. Однако, большинство пресмыкающихся находится под опасностью вымирания и занесено в Красную книгу. Всего насчитывается 3 вида черепах, 26 видов ящериц и 24 вида змей. Эндемиками являются двуполый и закавказский полозы, черноголовый ринхокаламус, гологлаз Чернова, белобрюхая ящерица, армянская ящерица, наирийская ящерица, ящерица Дали, ящерица Ростомбекова, двуполая ящерица Валентина, закавказская разноцветная ящурка, гадюка Даревского, армянская гадюка.
В Армении встречается 349 видов птиц, среди них наиболее распространены воробьиные (146 видов), ржанкообразные (62 вида), соколообразные (35 видов), гусеобразные (28 видов), журавлеобразные (13 видов). Встречаются также представители гагарообразных, ныряльщикообразных, веслоногих, аистообразных, фламингообразных, курообразных, голубеобразных, кукушкообразных, совообразных, козодоеобразных, серпокрылообразных, ракшеобразных, дятлообразных. К эндемичным видам приравнивается армянская серебристая чайка.
Среди 83 видов млекопитающих Армении встречаются по 17 видов мышиных и гладконосых, 7 — землеройных, 6 — кошачьих, 5 — куньих и подковоносых, а также ежи, кроты, зайцевые, дикобразовые, тушканчиковые, гиены, медведи, собачьи, свиньи, олени, полорогие и др. Эндемичными видами являются армянский муфлон, малоазиатский тушканчик, горный крот, песчанка Виноградова, кавказская мышка, араксийская ночная летучая мышь Неттерера.

## Экологические проблемы и охрана природы

### Природоохранные зоны

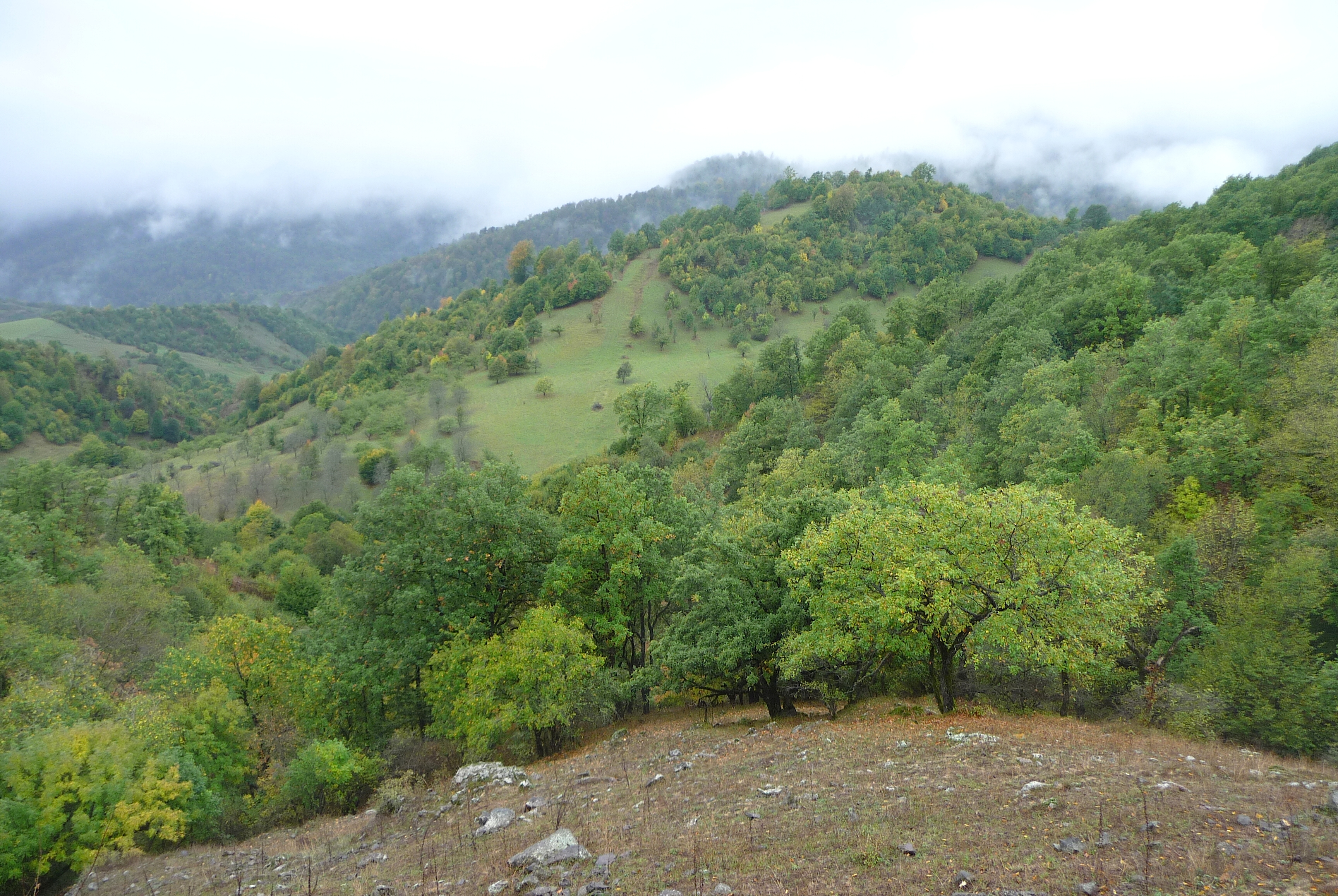
Дилижанский национальный парк
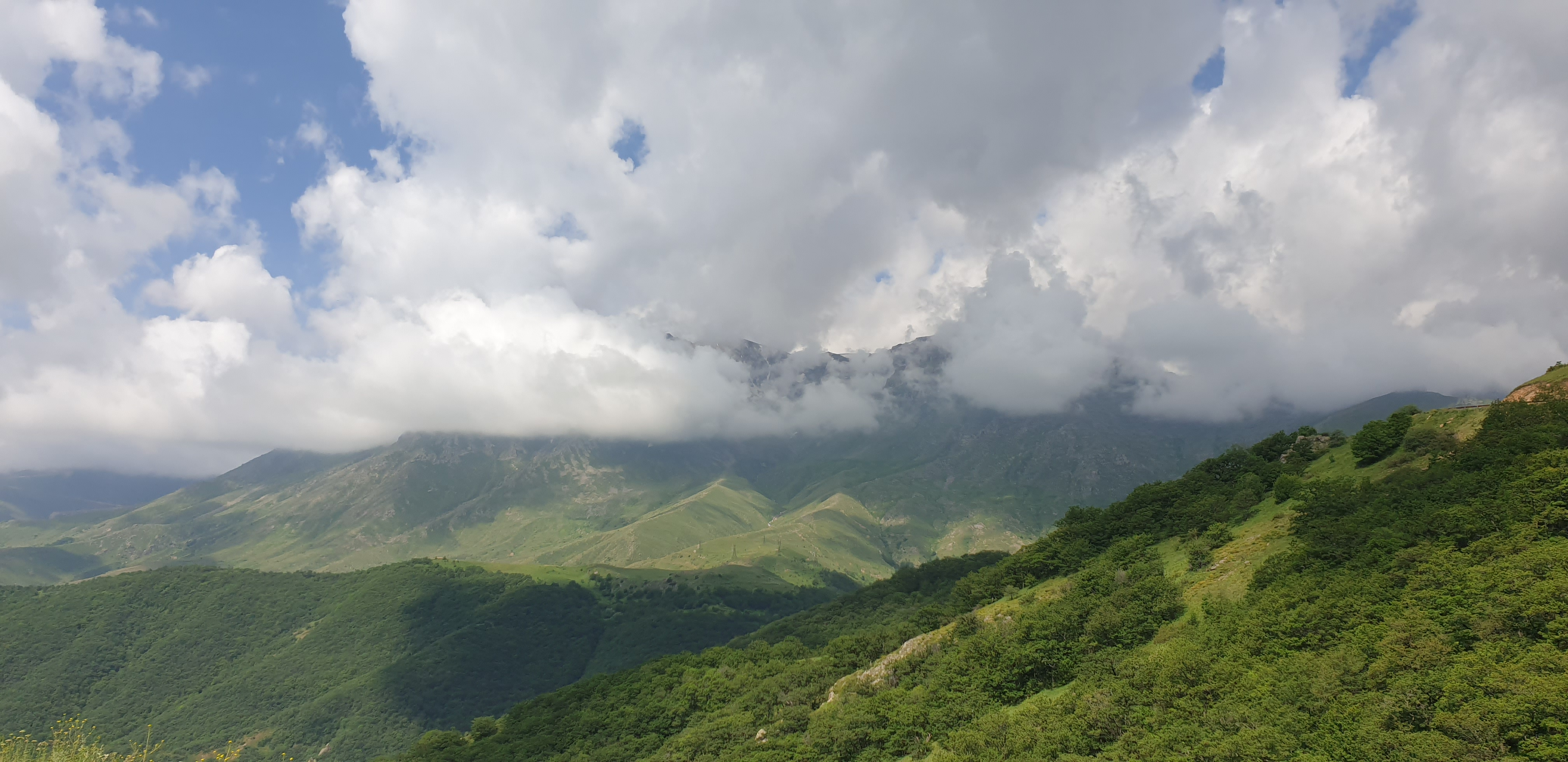
Национальный парк Аревик

Природоохранные территории Армении составляют 374 000 гектаров, что составляет более 12 % её территории. На 2011 год территории Армении расположено 3 заповедника, 4 национальных парка, 27 заказников.

## Административно-территориальное деление
Армения делится на 11 провинций (марзов, арм. մարզ).
Провинции состоят из городских и сельских общин. Губернаторы (марзпеты) назначаются и освобождаются от должности правительством. В общинах осуществляется местное самоуправление. Органы местного самоуправления — совет старейшин общины и руководитель общины (мэр города, сельский староста) — избираются на трёхлетний срок. Мэра Еревана по представлению Премьер-министра назначает и освобождает от должности Президент Республики.
В республике 953 села, 48 городов, 932 общины, из которых 871 сельская и 61 городская (1999).
| Марз       | Оригинальное название | Площадь, км² | Население | Столица    |
| Арагацотн  | Արագածոտնի            | 2755         | 126 278   | Аштарак    |
| Арарат     | Արարատի               | 2003         | 252 665   | Арташат    |
| Армавир    | Արմավիրի              | 1241         | 255 861   | Армавир    |
| Вайоц-Дзор | Վայոց Ձորի            | 2406         | 53 230    | Ехегнадзор |
| Гегаркуник | Գեղարքունիքի          | 3655         | 215 371   | Гавар      |
| Ереван     | Երևան                 | 227          | 1 088 300 | —          |
| Котайк     | Կոտայքի               | 2100         | 241 337   | Раздан     |
| Лори       | Լոռու                 | 3791         | 253 351   | Ванадзор   |
| Сюник      | Սյունիքի              | 4505         | 134 061   | Капан      |
| Тавуш      | Տավուշի               | 3120         | 121 963   | Иджеван    |
| Ширак      | Շիրակի                | 2679         | 257 242   | Гюмри      |

### История
В 1920-е годы Армянская ССР делилась на уезды (в 1928 году их было 10). В 1929 году территория республики была разделена на 5 округов (Зангезурский, Ленинаканский, Лорийский, Севанский и Эриванский), которые в свою очередь делились на районы. Уже через год округа были упразднены и районы перешли непосредственно в республиканское подчинение. Число районов колебалось в пределах 26 — 36. В январе 1952 Армянская ССР вновь была разделена на округа: Ереванский, Кироваканский и Ленинаканский. Однако в мае 1953 года окружное деление упразднили, как неэффективное. С некоторыми изменениями районное деление просуществовало в Армении до июля 1995 года, когда было введено ныне существующее деление на марзы.